# Напад у Цркви Свете Недеље
Напад у цркви Свете Недеље био је терористички напад на цркву Свете Недеље у Софији, Бугарска. Извршен је 16. априла 1925. године, када је група чланова Бугарске комунистичке партије (БКП) разнела кров цркве током опела генералу Константину Георгиеву, који је убијен у претходном нападу комуниста 14. априла. У нападу је убијено 200 људи, углавном из политичке и војне елите земље, а око 500 је рањено.

## Припрема
Након неуспеха у Септембарском устанку 1923. године и забране рада БКП-а од стране бугарског Врховног апелационог суда 2. априла 1924. године, Комунистичка партија се нашла у тешкој ситуацији. Влада је ухапсила многе активисте и само постојање организације било је угрожено. Као део Централног комитета БКП основана је посебна казнена група, у коју су спадали Јако Доросиев, капетан Иван Минков и Вулко (или Валко) Червенков. Војна организација (ВО) БКП, коју су предводили Минков и мајор Коста Јанков, формирала је мале изоловане групе ("шесторки") које су вршиле појединачне нападе. То, међутим, није спречило полицију да релативно лако открије и уништи илегалне структуре БКП.
Касније, у децембру 1924, организација је регрутовала Петра Задгорског, црквењака у цркви. Димитар Хаџидимитров и Димитар Златарев, шеф одсека за наоружање ВО, предложили су да се изврши напад на директора полиције Владимира Начева и да се изврши масовни напад током његове погребне службе. На овај начин су се надали да ће елиминисати велики број кључних личности из полицијске хијерархије и тако смањити притисак који су власти вршиле на БКП. Идеју је поздравио Станке Димитров, секретар Централног комитета, који је о њој разговарао са Георгием Димитровим и Василом Коларовим, генералним секретаром Коминтерне, почетком 1925. Ипак, нису прихватили предлог, јер су сматрали да таквој акцији прво треба да претходи припрема масовног устанка који ће уследити после напада.
У међувремену, влада је наставила да повећава притисак на БКП. Након убиства Валча Иванова, утицајног функционера, 11. фебруара 1925, уведена је 10. марта допуна Закона о заштити државе која је повећала моћ власти. Јако Доросиев, шеф ВО, тада је убијен 26. марта. Ови догађаји су претили физичком опстанку лидера БКП и наљутили руководство ВО. Они су најавили да су спремни да свој план примене у пракси упркос неодобравању Коминтерне. Теоретизира се да су нападачи деловали уз подршку совјетских служби, али не постоје документовани докази који би подржали ову хипотезу.

## Извршење плана
Руководство ВО доделило је једној од својих група тај задатак, који је водио Петар Абаџиев, који је и сам регрутовао црквењака, Петра Задгорског. Уз његову помоћ, Абаџиев и Асен Павлов поставили су укупно 25 кг експлозива на таван цркве Свете Недеље током пар недеља. Експлозив је био постављен у пакету изнад једног од стубова главне куполе, смештеног уз јужни улаз у зграду. План је био да бомба експлодира помоћу кабла дугачког 15 м који би нападачима омогућио шансу да побегну. 
Због појачане страже при погребној служби за Владимира Начева, ВО је одабрало другу жртву чија ће се сахрана користити као мамац за напад. 14. априла у 20 сати, генерала Константина Георгиева, посланика владајуће Демократске алијансе, убио је Атанас Тодовичин испред софијске цркве док је тамо ишао на вечерњу службу са својом унуком. 
Погребна служба генерала Георгиева заказана је за 16. април, на Велики четвртак. У циљу повећања скупа, организатори су послали фалсификоване позивнице у име Асоцијације резервних официра. У 7 ујутру 16-тог, Задгорски је повео Николу Петрова на кров, где би Петров детонирао бомбу на сигнал Задгорског. Погребна поворка ушла је у цркву у 15 часова тог поподнева. Службу је водио владика Стефан, будући бугарски егзарх. Ковчег је првобитно био постављен тик до стуба који је требало да се дигне у ваздух, али је потом померен напред због великог броја људи који су дошли да присуствују церемонији. 
У складу са планом групе ВО, када се скуп окупио и служба почела, Задгорски је дао Николи Петрову сигнал да изврши детонацију, након чега су њих двојица напустили зграду, око 15:20. Експлозија је срушила главну куполу цркве, сахранивши много људи унутра. 150 људи је погинуло током експлозије, а још 500 је повређено. Случајно су преживели сви чланови владе. Монарх, цар Борис III, није био у цркви, јер је присуствовао погребима убијених у покушају атентата на његов живот, на прелазу Арабаконак на Старој планини. Међу жртвама је био и генерал Калин Најденов (ратни министар током Првог светског рата); Стефан Нерезов, командант бугарске војске у Дојрану; Генерал Иван Попов, генерал Григор Киуркчиев, тадашњи градоначелник Софије Паскал Паскалев, као и још један гувернер, шеф полиције и три заменика. Погинуло је и 25 жена и деце. 

## Директне последице
Вече након терористичког напада проглашена је војна власт. Напад је изазвао талас насилних репресија које је организовала Војна унија уз прећутно одобрење владе. Током наредне две недеље око 450 људи је погубљено без суђења, међу којима су били песник Гео Милев и новинар Јосиф Хербст. (Масовна гробница убијених 1925. године откривена је 1950-их током изградње бране, а Милевов леш је идентификован уз помоћ стакленог ока - изгубио је око у Првом светском рату.) Многи други комунисти су осуђени због учествовања у организацији. Вође ВО Коста Јанков и Иван Минков били су међу убијеним. Неколицина организатора напада, као што су Златарев, Петар Абаџиев и Никола Петров, успели су да побегну у Совјетски Савез кроз Југославију. Напуштен од стране партије, Задгорски се предао полицији и признао кривицу. 
Суђење за напад одржано је пред војним судом у Софији између 1. и 11. маја 1925. Задгорски, потпуковник Георги Коев, који је безуспешно покушавао да сакрије Минкова, и Марко Фридман, вођа одељења ВО, осуђени су на смрт. Станке Димитров, Петар Абадџиев, Димитар Гранчаров, Николај Петрини и Христо Косовски грешком су осуђени на смртну казну, а последња три лица су већ била убијена у претходним недељама. Марко Фридман, највише рангирани од свих оптужених, признао је да је та организација финансирана и снабдевана оружјем из Совјетског Савеза, али је тврдио да су за напад одговорни Јанков и Минков, који су, према Фридману, деловали без сагласности управе БКП. 